# (216433) Milianleo
(216433) Milianleo ist ein Asteroid. Er wurde am 19. Februar 2009 von Erwin Schwab am Tzec-Maun-Observatorium in Mayhill (New Mexico) entdeckt. Erwin Schwab konnte das Observatorium von Frankfurt am Main aus ansteuern.
Der Asteroid wurde am 4. Oktober 2009 nach Schwabs Sohn benannt.